# 近蜥龍屬
近蜥龍屬（屬名）又譯安琪龍，是近蜥龙类恐龍的一個屬，生存於侏儸紀早期，約2億到1億9500萬年前。近蜥龍過去曾被歸類於原蜥腳下目。近蜥龍的名稱是代替原先所定的名稱「Amphisaurus」及「Megadactylus」，這兩個名稱都已被其他動物所使用。屬名是由希臘文的「接近」及「蜥蜴」結合而成，是根據馬什的說法，他認為近蜥龍是一種較原始的恐龍（Palaeosaurus，目前是個無效名稱）與進階型恐龍的過渡型動物。

## 發現

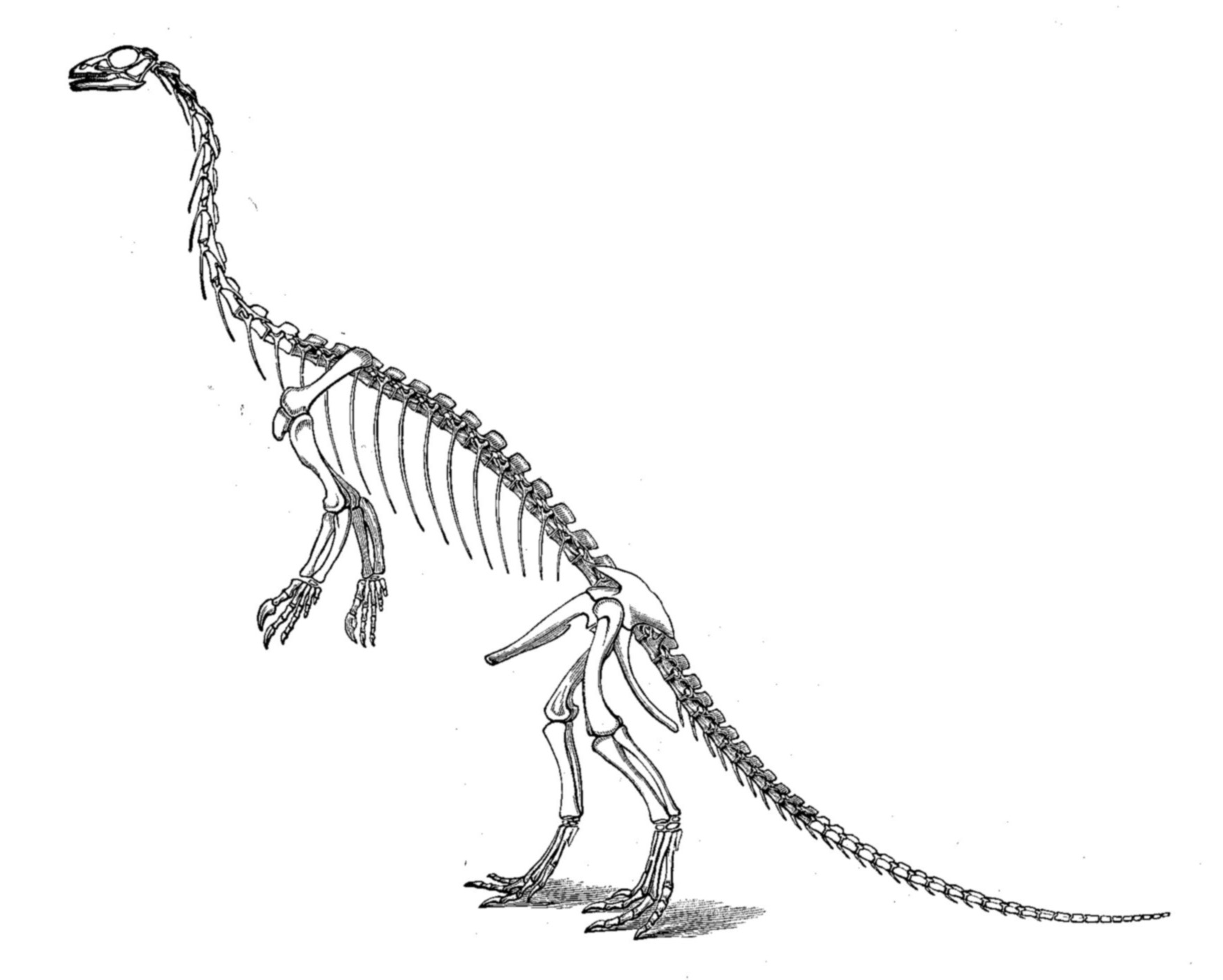
近蜥龍的骨骸，由馬什繪製

近蜥龍化石的發現，比起人類對恐龍的認識更早，這甚至可能是北美洲最早發現的恐龍。在1818年，在美國的康乃狄克州發現一些大型骨頭時，牠們都被認為是人類的始祖。漸漸地，在麻薩諸塞州的更多化石發現後，大量的骨頭開始聚集，直至1855年才開始被認為是一種爬蟲類。
愛德華·希區柯克（Edward Hitchcock）在1865年將這些骨頭定名為Megadactylus。不幸的是這個名稱早已被使用，而著名的古生物學家奧塞內爾·查利斯·馬什（Othniel Charles Marsh）在1885年將之改名為近蜥龍。近蜥龍的化石在南非及中國也有發現，支持這個時期的各大陸聚合成盤古大陸的理論，但這些化石的分類卻被受爭議（可能是屬於兀龍屬）。另一個在加拿大新斯科舍省發現的化石亦有可能是近蜥龍，但卻被未確實。
近蜥龍的部份骨骼仍然缺乏。科學家多是根據其尾巴與頸部類似基础蜥脚类的假設，而重建此物種。而最近的研究將近蜥龍分類在近蜥龙类中。

## 描述

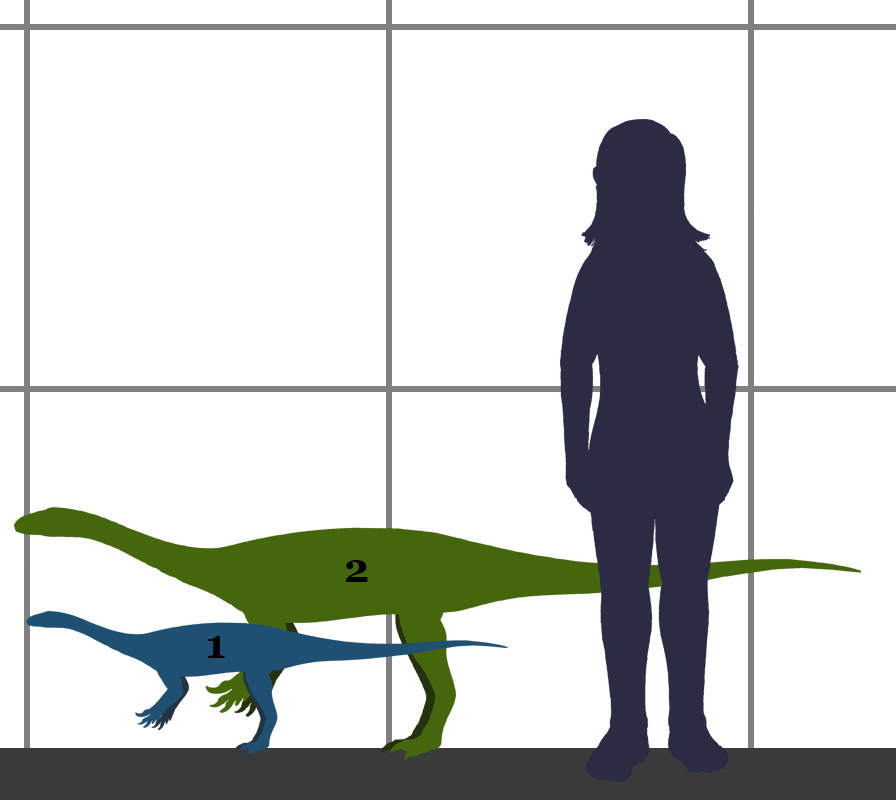
近蜥龍與人類的體型比較圖

近蜥龍被認為是種小型恐龍，身長估計約2公尺，體重可能約有27公斤；近蜥龍的骨頭曾被誤認是人類骨頭。但是，馬什所描述、命名的大近蜥龍（A. major）則更大型，身長2.5-4公尺長，體重估計為32公斤，該種現為砂龍。近蜥龍生活於早侏羅世，約2億到1億9500萬年前。
消化植物是一個較消化肉類更為繁複的生物化學過程，所以一般植食性恐龍都需要大的內臟。由於這些內臟都是位於骨盆之前，兩足的平衡就必得很困難，所以恐龍變得很大及漸漸演化成四足，就如晚期的蜥腳類梁龍。基础蜥脚类就代表著早期兩足的草食性恐龍及後期的蜥腳下目恐龍之間的階段。基础蜥脚类主要繁盛於三疊紀晚期及侏羅紀早期。雖然近蜥龍屬於基础蜥脚类的衍化物种，是這些過渡型恐龍的典型例子。牠大部份時間都會以四足行走，當要觸及較高的植物時會以後腳支撐身體。與基础蜥脚类的原始物种相比，近蜥龍的牙齒更少、牙齒間隔更寬、腳掌更狹窄。牠們的牙齒呈匙狀，可能用來磨碎食物。
另一方面，一些古生物學家認為近蜥龍也可能以肉類為食，原因是牠是介乎於這兩個完全不同類型的恐龍之間。牙齒是鈍的但有像銼的邊緣，可見主要是吃植物，及頜部的鉸關節亦不適合撕裂肉類。但是，近蜥龍的拇指是一大爪，及牠的大眼睛並非完全在側面（一般獵物物種的眼睛都是在側面的），所以仍有爭議牠是否肉食性。
近蜥龍既可以四足也可以兩足行走，前肢有著多種用途。前掌可以向內彎曲用來抓食物。牠的第一指可做出與其他手指相對應的動作，類似拇指。後掌有五趾，可以平放在地上，在腳跟上較強壯。這些非特化的設計在早期恐龍中常常可見。

## 分類

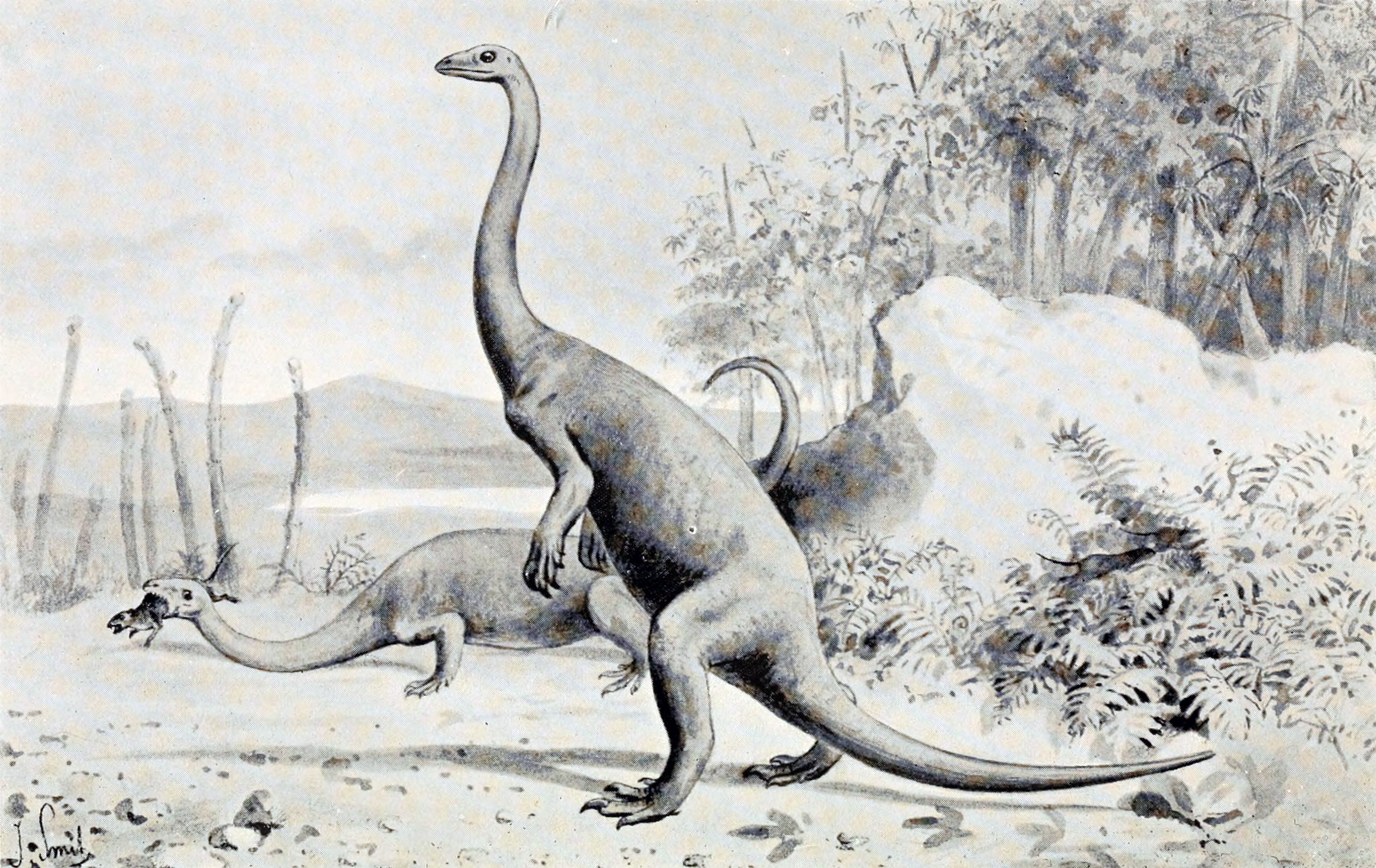
20世紀早期的近蜥龍舊插畫

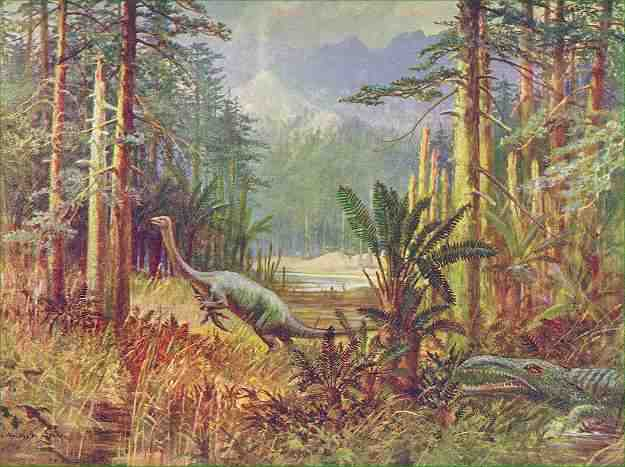
另一個早期的近蜥龍想像圖

由於近蜥龍的原始外貌，牠原先被分類在原蜥腳下目中，原蜥腳類被認為是蜥腳下目的共同祖先。
馬什原先非常滿意希區柯克的名稱Megadactylus，但可惜此名已被使用。所以他於1882年將之改為Amphisaurus。但是，此名亦可被使用，故才於1885年改為近蜥龍。
近蜥龍的模式種是波里齊拉斯近蜥龍（A. polyzelus）。馬什的大近蜥龍（A. major）被獨立為砂龍屬，也常被認為是近蜥龍的有效種；但他命名的A. colurus，曾被建立為新屬Yaleosaurus，已被普遍認為是波里齊拉斯近蜥龍的雌性；而他於1892年命名的A. solus已被認為跟砂龍是同種動物。但是，砂龍亦可能是波里齊拉斯近蜥龍的異名。
在1911年，羅伯特·布魯姆（Robert Broom）將於南非發現的骨頭稱為南非兀龍（Gyposaurus capensis），但彼得·加爾東（Peter Galton）則於1976年將之分類在近蜥龍屬中，改為南非近蜥龍（A. capensis）。這個種亦再次被分類，而可能是大椎龍的幼龍。中國兀龍亦被分類在近蜥龍屬中，但卻似乎是另一種動物。其他標本亦有待分類。
在1885年，奧塞內爾·查利斯·馬什建立近蜥龍科（Anchisauridae），之後被定義為近蜥龍與其近親在內的演化支。過去曾有許多屬被歸類於近蜥龍科，之後被改歸類於其他科。目前只包含近蜥龍屬，沒有其他恐龍，因此很少出現在現代分類研究。

## 大眾文化
在探索頻道的電視節目《恐龍紀元》（When Dinosaurs Roamed America）中，一隻近蜥龍被一群合踝龍追捕，最後被一隻雙脊龍殺死。

## 外部連結
- 近蜥龍 （页面存档备份，存于） - DinoData